# Domingo Mascarós
Domingo Mascarós y Vicente (Valencia, 30 de septiembre de 1808 - ¿?) fue un político español.

## Biografía
Revolucionario en su juventud, se mete en política durante los últimos años del absolutismo de Fernando VII
Domingo Mascarós estudiará la carrera de Leyes en la Universidad de Valencia.
Entre los años 1840-1843 fue alcalde de su ciudad natal.
Fue también gobernador civil de la provincia de Valencia, Diputado a Cortes por Valencia en varias ocasiones, gran cruz de la Orden de Isabel la Católica y senador vitalicio. Fue jefe del partido de la Unión Liberal en Valencia.
Tío por matrimonio de Enrique Villarroya Llorens.